# عباس پرویز
عباس پرویز (زاده ۱۲۸۶ – درگذشته ۲۰ آذر ۱۳۶۶) فرزند حسین پرویز، تاریخنگار ایرانی است.
او چندی در فرانسه تحصیل کرد. وی از سال ۱۳۵۱ به مدت یک سال در موسسه انتشارات دانشگاه تهران به ویراستاری مشغول بود.
از او کتاب‌ها و مقالات مهمی دربارهٔ تاریخ اروپا، تاریخ ایران پس از اسلام، تاریخ ایران دوره صفوی و قاجار و همچنین تاریخ تمدن ایران هخامنشی و ایران ساسانی به جای مانده است. تخصص او در تاریخ ایران در سده‌های نخستین پس از اسلام یعنی دورهٔ طاهری و دیلمیان و غزنویان بود.
او نخستین بار کتاب مهم روضةالصفا اثر میرخواند را تصحیح و مقدمه‌نویسی کرد.
برخی از نوشته‌های او عبارتند از:
- از طاهریان تا مغول
- تاریخ دیالمه و غزنویان
- از عرب تا دیالمه
- سلاجقه و خوارزمشاهیان
- قیام ایرانیان در راه تجدید مجد و عظمت ایران

## منبع
1. ↑  «عباس پرویز». پایگاه راسخون. بایگانی‌شده از اصلی در ۲۸ فوریه ۲۰۱۴. دریافت‌شده در ۲۳ فوریه ۲۰۱۴.